# Донні Єн
Донні Єн (кит.: 甄子丹 Чжень Цзидань 27 липня 1963) — китайський майстер бойових мистецтв, актор, режисер, продюсер, постановник трюків і бойових сцен.

## Біографія
Донні Єн почав займатися ушу в школі своєї матері. У той час маленький Донні обожнював фільми про кунг-фу і постійно вишукував у них нові прийоми, які потім відточував на тренуваннях. Його улюбленими акторами були Брюс Лі і тоді ще зовсім молодий Джекі Чан, а ось Чак Норріс Єну зовсім не подобався.
На початку 80-х Донні Єн стає завсідником «Зони боїв» — містечка в передмісті Бостона, де проходили нелегальні бої без правил. Там же Єн знайомиться з представниками Тріади, які вирішують взяти шефство над здатним бійцем. У Донні починається зовсім інше життя: нічні клуби, дівчата і бандитські розбірки. Невідомо, чим би все закінчилося, якби не Май Баочань, яка «від гріха подалі» відправляє сина в Пекін.
У Пекіні Донні Єн потрапляє в національну збірну з ушу, тренером якої був знаменитий китайський майстер Лі Юмень. Донні займається у нього два роки, а потім вирішує все ж повернутися в Штати. Однак шлях до Америки лежить через Гонконг, і там Єн абсолютно випадково потрапляє на кастинг нового фільму про ушу «П'яний шаолінський майстер». Режисер майбутнього хіта напівпідвальних гонконгських відеосалонів Юань Хепін виявляється старовинним знайомим матері Донні, і поблажливо дозволяє Єну взяти участь у кастингу. Дві хвилини знімальна група, відкривши роти, спостерігає за імпровізованим спарингом юнака. Прийшовши до тями, Хепін негайно пропонує Донні головну роль.
За цей час Хепін і Єн зняли фільми, що стали справжніми «шедеврами жанру» — «Клітка тигра», «П'яний тай-чи». До кінця 80-х Донні Єн починає поступово віддалятися від Хепіна: спочатку він працює з ним просто як постановник боїв, а потім і зовсім припиняє співпрацю з режисером. Перша ж роль Єна поза творчого тандему з Хепін стає знаковою: разом з Джетом Лі він знімається в новому бойовику Цуй Харка «Одного разу в Китаї-2». Участь у картині робить Донні справжньою зіркою в масштабах Гонконгу, і він отримує приз за «найкращу чоловічу роль другого плану».

## Особисте життя
Донні Єн одружений з китайською акторкою Сесілією Сіссі Ван. Вони одружилися в 2003 році в Торонто. У 2009 році Ван стала переможницею конкурсу «Найкрасивіша китаянка, яка живе в Торонто». У них є син і дочка.

## Політика
Донні Єн є прихильником комуністичного режиму на материковому Китаї, патріотом якого себе називає. Також Донні Єн уважає, що його ролі мають створювати схвальне враження про країну.
Під час демократичних протестів у Гонконзі 2019-2020 років, Донні Єн, якого вже тоді пов'язували з комуністичною партією Китаю, виступив на боці комуністичного режиму. Зокрема, він заявив, що виступи тамтешнього населення є не протестами, а незаконним бунтом, інспірованим зовнішніми силами. Це викликало значну хвилю критики як у Гонконзі, так і в західних країнах. Приміром, в Америці онлайн-петицію проти запрошення Донні Єна на вручення нагороди Оскар підписало понад 31 000 осіб.
У 2023 році, разом із Джекі Чаном, був призначений культурним радником Китайської народної політичної узгоджувальної ради при комуністичному уряді материкового Китаю.

## Громадська діяльність
У лютому 2020 року, під час пандемії коронавірусу, Донні Єн пожертвував HK$1 млн лікарям із Вуханя.

## Фільмографія
| Рік  |   | Українська назва                               | Оригінальна назва                                | Роль              |
| ---- | - | ---------------------------------------------- | ------------------------------------------------ | ----------------- |
| 1984 | ф | П'яний Тай Чі                                  | 笑太極                                           | Чінг До           |
| 1985 | ф | Невідповідні пари                              | 情逢敵手                                         | Едді              |
| 1988 | ф | Спецназ вбивця дракона                         | 特警屠龍                                         | Террі             |
| 1989 | ф | Королівська сестра IV:Безпосередній свідок     | 皇家師姐IV直擊證人                               | Капітан Донні Йен |
| 1990 | ф | Відмивання коштів                              | 洗黑錢                                           | Дракон Яу         |
| 1991 | ф | Магічні Губи                                   | 魔唇劫                                           | Щ'янг Чінфеі      |
| 1991 | ф | Гнів Вейлун                                    | 怒火威龍                                         | Лун/Бретт Чан     |
| 1992 | ф | Гепард у дії                                   | 獵豹行動                                         | Ронні/Роано       |
| 1992 | ф | Самовдосконалення двох учнів Гуанг Фей Гону    | 黃飛鴻之二男兒當自強                             | Командир Лан      |
| 1992 | ф | Новий готель "Лонгмен"                         | 新龍門客棧                                       | Євнух Цан         |
| 1993 | ф | Залізний кінь юного Гуанг Фей Гонга            | 少年黃飛鴻之鐵馬騮                               | Вонг Кеїнг        |
| 1993 | ф | Новий меч "Метелик Метеор"                     | 新流星蝴蝶劍                                     | Їп Чунг           |
| 1993 | ф | Король жебраків                                | 蘇乞兒                                           | Жебрак Со Чен     |
| 1994 | ф | Вінг Чун                                       | 詠春                                             | Люнг Покто        |
| 1994 | ф | Цирковий малюк                                 | 馬戲小子                                         | Дентон Лі         |
| 1995 | ф | Вуличний вбивця                                | 街頭殺手                                         | Залізна Мавпа     |
| 1995 | ф | Азартні ігри 2:Азартний Святий                 | 賭聖2街頭賭聖                                    | Сімка Одинак      |
| 2002 | ф | Герой                                          | 英雄 / Hero                                      | Long Sky          |
| 2002 | ф | Блейд II                                       | Blade II                                         | Snowman           |
| 2003 | ф | Шанхайські лицарі                              | Shanghai Knights                                 | Ву Чао            |
| 2006 | ф | Братство тигра і дракона                       | 龍虎門                                           | Вонг              |
| 2008 | ф | Іп Ман                                         | 葉問 / Ip Man                                    | Іп Ман            |
| 2009 | ф | Заснування республіки                          | 建国大業 / The Founding of a Republic            | Tian Han          |
| 2010 | ф | Іп Ман 2                                       | 葉問2 / Ip Man 2                                 | Іп Ман            |
| 2016 | ф | Іп Ман 3                                       | 葉問3 / Ip Man 3                                 | Іп Ман            |
| 2016 | ф | Бунтар Один. Зоряні Війни. Історія             | Rogue One                                        | Чіррут Імве       |
| 2016 | ф | Тигр підкрадається, дракон ховається: Меч долі | Crouching Tiger, Hidden Dragon: Sword of Destiny |                   |
| 2017 | ф | Три ікси: Реактивізація                        | XXX: Return of Xander Cage                       | Сян               |
| 2018 | ф | Великий брат                                   | 大師兄                                           | вчитель           |
| 2018 | ф | Льодова комета 2                               | Iceman: The Time Traveller                       | Хо Ін             |
| 2019 | ф | Іп Ман 4                                       | 葉問4 / Ip Man 4                                 | Іп Ман            |
| 2020 | ф | Мулан                                          | Mulan                                            | Тунг              |
| 2021 | ф | Перехресний вогонь                             | Raging Fire                                      | Чун Сон-пон       |
| 2023 | ф | Джон Уік 4                                     | John Wick: Chapter 4                             | Кейн              |